# Alcmeônidas
Os Alcmeônidas (português brasileiro) ou Alcmeónidas (português europeu) (em grego: Ἀλκμαιωνίδαι) eram uma antiga e poderosa família nobre da Grécia Antiga, mais especificamente da antiga Atenas. Eram um ramo dos Neleidas, que alegam descender de Alcméon, personagem da mitologia grega, neto do célebre rei Nestor, que combateu na Guerra de Troia.
O primeiro Alcmeônida notável foi Mégacles, Arconte Epônimo de Atenas no século VII a.C.. Foi responsável por assassinar os seguidores de Cilão de Atenas, durante a tentativa de golpe ocorrida em 632 a.C., depois que Cilão havia se refugiado como um dos suplicantes no templo de Atena. Mégacles e seus seguidores Alcmeônidas herdaram, com isto, uma maldição, e foram exilados da cidade. Até mesmo os cadáveres dos Alcmeônidas já sepultados foram exumados e levados para fora dos limites da cidade.
Os Alcmeônidas só puderam retornar à cidade em 594 a.C., durante o arcontado de Sólon. Durante a tirania de Pisístrato, outro Alcmeônida de nome Mégacles concedeu sua filha em casamento ao próprio Pisístrato, porém quando o tirano se recusou a ter filhos com ela, Mégacles o baniu. Quando Pisístrato retornou, para sua terceira passagem no poder como tirano, em 546 a.C., os Alcmeônidas foram novamente exilados. Ainda assim, sua reputação continuou a ser elevada, e o próprio Mégacles se casou (pela segunda ou terceira vez) com Agarista, filho do tirano Clístenes de Sicião, com quem teve dois filhos, Hipócrates e Clístenes, o reformador da democracia ateniense. A filha de Hipócrates foi Agarista, mãe de Péricles.
Este Clístenes derrubou Hípias, filho e sucessor de Pisístrato, em 508 a.C., depois de subornar o oráculo de Delfos (que os Alcmeônidas ajudaram a construir, enquanto estiveram no exílio) para convencer os espartanos a ajudá-lo - o que eles fizeram com relutância. Clístenes enfrentou alguma oposição inicial, por parte daqueles que temiam que a maldição tivesse tornado os Alcmeônidas incapazes de governar; o rei espartano Cleômenes I até mesmo se revoltou contra Clístenes, e conseguiu seu breve exílio novamente. Os cidadãos, no entanto, exigiram o seu retorno, e esta restauração dos Alcmeônidas ao poder revelou-se responsável por implementar os alicerces da democracia na pólis ateniense.
Os Alcmeônidas teriam negociado uma aliança com os persas durante as Guerras Médicas, apesar do fato de Atenas estar liderando a resistência à invasão persa. Péricles e Alcibíades também pertenciam aos Alcmeônidas, e durante a Guerra do Peloponeso os espartanos se referiram à maldição familiar para tentar desacreditar Péricles. Alcibíades, como a geração anterior dos Alcmeônidas havia feito, tentou se aliar com os persas, após ser acusado de impiedade. A família desapareceu por completo após a derrota de Atenas na Guerra do Peloponeso.

## Membros
|            |            |            |            |            |            |  |  |            |            |            |            |                                    |                                    |                                    |                                    | Alcméon (mitologia)                   |                                    |          |          |            |            |            |            |                                  |                                  |                                                |                                                |                                                |                                                |                                                |                                                |             |             |             |             |             |             |          |          |          |          |          |          |          |          |         |         |  |  |         |         |         |         |         |         |  |  |  |  |  |  |  |  |  |  |  |  |  |  |  |  |
|            |            |            |            |            |            |  |  |            |            |            |            |                                    |                                    |                                    |                                    |                                       |                                    |          |          |            |            |            |            |                                  |                                  |                                                |                                                |                                                |                                                |                                                |                                                |             |             |             |             |             |             |          |          |          |          |          |          |          |          |         |         |  |  |         |         |         |         |         |         |  |  |  |  |  |  |  |  |  |  |  |  |  |  |  |  |
|            |            |            |            |            |            |  |  |            |            |            |            |                                    |                                    |                                    |                                    | Mégacles (6º arconte perpétuo)        |                                    |          |          |            |            |            |            |                                  |                                  |                                                |                                                |                                                |                                                |                                                |                                                |             |             |             |             |             |             |          |          |          |          |          |          |          |          |         |         |  |  |         |         |         |         |         |         |  |  |  |  |  |  |  |  |  |  |  |  |  |  |  |  |
|            |            |            |            |            |            |  |  |            |            |            |            |                                    |                                    |                                    |                                    |                                       |                                    |          |          |            |            |            |            |                                  |                                  |                                                |                                                |                                                |                                                |                                                |                                                |             |             |             |             |             |             |          |          |          |          |          |          |          |          |         |         |  |  |         |         |         |         |         |         |  |  |  |  |  |  |  |  |  |  |  |  |  |  |  |  |
|            |            |            |            |            |            |  |  |            |            |            |            |                                    |                                    |                                    |                                    | Alcméon (rei de Atenas) (d. 753 a.C.) |                                    |          |          |            |            |            |            |                                  |                                  |                                                |                                                |                                                |                                                |                                                |                                                |             |             |             |             |             |             |          |          |          |          |          |          |          |          |         |         |  |  |         |         |         |         |         |         |  |  |  |  |  |  |  |  |  |  |  |  |  |  |  |  |
|            |            |            |            |            |            |  |  |            |            |            |            |                                    |                                    |                                    |                                    |                                       |                                    |          |          |            |            |            |            |                                  |                                  |                                                |                                                |                                                |                                                |                                                |                                                |             |             |             |             |             |             |          |          |          |          |          |          |          |          |         |         |  |  |         |         |         |         |         |         |  |  |  |  |  |  |  |  |  |  |  |  |  |  |  |  |
|            |            |            |            |            |            |  |  |            |            |            |            |                                    |                                    |                                    |                                    | Mégacles (século VII a.C.)            |                                    |          |          |            |            |            |            |                                  |                                  |                                                |                                                |                                                |                                                |                                                |                                                |             |             |             |             |             |             |          |          |          |          |          |          |          |          |         |         |  |  |         |         |         |         |         |         |  |  |  |  |  |  |  |  |  |  |  |  |  |  |  |  |
|            |            |            |            |            |            |  |  |            |            |            |            |                                    |                                    |                                    |                                    |                                       |                                    |          |          |            |            |            |            |                                  |                                  |                                                |                                                |                                                |                                                |                                                |                                                |             |             |             |             |             |             |          |          |          |          |          |          |          |          |         |         |  |  |         |         |         |         |         |         |  |  |  |  |  |  |  |  |  |  |  |  |  |  |  |  |
|            |            |            |            |            |            |  |  |            |            |            |            |                                    |                                    |                                    |                                    | Alcméon                               | Alcméon                            | Alcméon  | Alcméon  | Alcméon    | Alcméon    |            |            | Clístenes de Sicião (c. 600-570) | Clístenes de Sicião (c. 600-570) | Clístenes de Sicião (c. 600-570)               | Clístenes de Sicião (c. 600-570)               | Clístenes de Sicião (c. 600-570)               | Clístenes de Sicião (c. 600-570)               |                                                |                                                |             |             |             |             |             |             |          |          |          |          |          |          |          |          |         |         |  |  |         |         |         |         |         |         |  |  |  |  |  |  |  |  |  |  |  |  |  |  |  |  |
|            |            |            |            |            |            |  |  |            |            |            |            |                                    |                                    |                                    |                                    | Alcméon                               | Alcméon                            | Alcméon  | Alcméon  | Alcméon    | Alcméon    |            |            | Clístenes de Sicião (c. 600-570) | Clístenes de Sicião (c. 600-570) | Clístenes de Sicião (c. 600-570)               | Clístenes de Sicião (c. 600-570)               | Clístenes de Sicião (c. 600-570)               | Clístenes de Sicião (c. 600-570)               |                                                |                                                |             |             |             |             |             |             |          |          |          |          |          |          |          |          |         |         |  |  |         |         |         |         |         |         |  |  |  |  |  |  |  |  |  |  |  |  |  |  |  |  |
|            |            |            |            |            |            |  |  |            |            |            |            |                                    |                                    |                                    |                                    | Mégacles                              | Mégacles                           | Mégacles | Mégacles | Mégacles   | Mégacles   |            |            | Agarista de Sicião               | Agarista de Sicião               | Agarista de Sicião                             | Agarista de Sicião                             | Agarista de Sicião                             | Agarista de Sicião                             |                                                |                                                |             |             |             |             |             |             |          |          |          |          |          |          |          |          |         |         |  |  |         |         |         |         |         |         |  |  |  |  |  |  |  |  |  |  |  |  |  |  |  |  |
|            |            |            |            |            |            |  |  |            |            |            |            |                                    |                                    |                                    |                                    | Mégacles                              | Mégacles                           | Mégacles | Mégacles | Mégacles   | Mégacles   |            |            | Agarista de Sicião               | Agarista de Sicião               | Agarista de Sicião                             | Agarista de Sicião                             | Agarista de Sicião                             | Agarista de Sicião                             |                                                |                                                |             |             |             |             |             |             |          |          |          |          |          |          |          |          |         |         |  |  |         |         |         |         |         |         |  |  |  |  |  |  |  |  |  |  |  |  |  |  |  |  |
|            |            |            |            |            |            |  |  |            |            |            |            |                                    |                                    |                                    |                                    |                                       |                                    |          |          |            |            |            |            |                                  |                                  |                                                |                                                |                                                |                                                |                                                |                                                |             |             |             |             |             |             |          |          |          |          |          |          |          |          |         |         |  |  |         |         |         |         |         |         |  |  |  |  |  |  |  |  |  |  |  |  |  |  |  |  |
|            |            |            |            |            |            |  |  |            |            |            |            |                                    |                                    |                                    |                                    |                                       |                                    |          |          |            |            |            |            |                                  |                                  |                                                |                                                |                                                |                                                |                                                |                                                |             |             |             |             |             |             |          |          |          |          |          |          |          |          |         |         |  |  |         |         |         |         |         |         |  |  |  |  |  |  |  |  |  |  |  |  |  |  |  |  |
|            |            |            |            |            |            |  |  |            |            |            |            | Clístenes                          | Clístenes                          | Clístenes                          | Clístenes                          | Clístenes                             | Clístenes                          |          |          | Hipócrates | Hipócrates | Hipócrates | Hipócrates | Hipócrates                       | Hipócrates                       |                                                |                                                | Cesira                                         | Cesira                                         | Cesira                                         | Cesira                                         | Cesira      | Cesira      |             |             |             |             |          |          |          |          | Árifron  | Árifron  | Árifron  | Árifron  | Árifron | Árifron |  |  |         |         |         |         |         |         |  |  |  |  |  |  |  |  |  |  |  |  |  |  |  |  |
|            |            |            |            |            |            |  |  |            |            |            |            | Clístenes                          | Clístenes                          | Clístenes                          | Clístenes                          | Clístenes                             | Clístenes                          |          |          | Hipócrates | Hipócrates | Hipócrates | Hipócrates | Hipócrates                       | Hipócrates                       |                                                |                                                | Cesira                                         | Cesira                                         | Cesira                                         | Cesira                                         | Cesira      | Cesira      |             |             |             |             |          |          |          |          | Árifron  | Árifron  | Árifron  | Árifron  | Árifron | Árifron |  |  |         |         |         |         |         |         |  |  |  |  |  |  |  |  |  |  |  |  |  |  |  |  |
|            |            |            |            |            |            |  |  |            |            |            |            |                                    |                                    |                                    |                                    |                                       |                                    |          |          |            |            |            |            |                                  |                                  |                                                |                                                |                                                |                                                |                                                |                                                |             |             |             |             |             |             |          |          |          |          |          |          |          |          |         |         |  |  |         |         |         |         |         |         |  |  |  |  |  |  |  |  |  |  |  |  |  |  |  |  |
| Alcebíades | Alcebíades | Alcebíades | Alcebíades | Alcebíades | Alcebíades |  |  |            |            |            |            | Mégacles Vencedor nos Jogos Pítios | Mégacles Vencedor nos Jogos Pítios | Mégacles Vencedor nos Jogos Pítios | Mégacles Vencedor nos Jogos Pítios | Mégacles Vencedor nos Jogos Pítios    | Mégacles Vencedor nos Jogos Pítios |          |          |            |            |            |            |                                  |                                  | Mégacles (condenado ao ostracismo em 486 a.C.) | Mégacles (condenado ao ostracismo em 486 a.C.) | Mégacles (condenado ao ostracismo em 486 a.C.) | Mégacles (condenado ao ostracismo em 486 a.C.) | Mégacles (condenado ao ostracismo em 486 a.C.) | Mégacles (condenado ao ostracismo em 486 a.C.) |             |             | Agarista    | Agarista    | Agarista    | Agarista    | Agarista | Agarista |          |          | Xantipo  | Xantipo  | Xantipo  | Xantipo  | Xantipo | Xantipo |  |  |         |         |         |         |         |         |  |  |  |  |  |  |  |  |  |  |  |  |  |  |  |  |
| Alcebíades | Alcebíades | Alcebíades | Alcebíades | Alcebíades | Alcebíades |  |  |            |            |            |            | Mégacles Vencedor nos Jogos Pítios | Mégacles Vencedor nos Jogos Pítios | Mégacles Vencedor nos Jogos Pítios | Mégacles Vencedor nos Jogos Pítios | Mégacles Vencedor nos Jogos Pítios    | Mégacles Vencedor nos Jogos Pítios |          |          |            |            |            |            |                                  |                                  | Mégacles (condenado ao ostracismo em 486 a.C.) | Mégacles (condenado ao ostracismo em 486 a.C.) | Mégacles (condenado ao ostracismo em 486 a.C.) | Mégacles (condenado ao ostracismo em 486 a.C.) | Mégacles (condenado ao ostracismo em 486 a.C.) | Mégacles (condenado ao ostracismo em 486 a.C.) |             |             | Agarista    | Agarista    | Agarista    | Agarista    | Agarista | Agarista |          |          | Xantipo  | Xantipo  | Xantipo  | Xantipo  | Xantipo | Xantipo |  |  |         |         |         |         |         |         |  |  |  |  |  |  |  |  |  |  |  |  |  |  |  |  |
|            |            |            |            |            |            |  |  |            |            |            |            |                                    |                                    |                                    |                                    |                                       |                                    |          |          |            |            |            |            |                                  |                                  |                                                |                                                |                                                |                                                |                                                |                                                |             |             |             |             |             |             |          |          |          |          |          |          |          |          |         |         |  |  |         |         |         |         |         |         |  |  |  |  |  |  |  |  |  |  |  |  |  |  |  |  |
|            |            |            |            |            |            |  |  |            |            |            |            |                                    |                                    |                                    |                                    |                                       |                                    |          |          |            |            |            |            |                                  |                                  |                                                |                                                |                                                |                                                |                                                |                                                |             |             |             |             |             |             |          |          |          |          |          |          |          |          |         |         |  |  |         |         |         |         |         |         |  |  |  |  |  |  |  |  |  |  |  |  |  |  |  |  |
| Axioco     | Axioco     | Axioco     | Axioco     | Axioco     | Axioco     |  |  | Clínias    | Clínias    | Clínias    | Clínias    | Clínias                            | Clínias                            |                                    |                                    | Dinômaca                              | Dinômaca                           | Dinômaca | Dinômaca | Dinômaca   | Dinômaca   |            |            | Hipônico III                     | Hipônico III                     | Hipônico III                                   | Hipônico III                                   | Hipônico III                                   | Hipônico III                                   |                                                |                                                | Euriptolemo | Euriptolemo | Euriptolemo | Euriptolemo | Euriptolemo | Euriptolemo |          |          | Péricles | Péricles | Péricles | Péricles | Péricles | Péricles |         |         |  |  | Árifron | Árifron | Árifron | Árifron | Árifron | Árifron |  |  |  |  |  |  |  |  |  |  |  |  |  |  |  |  |
| Axioco     | Axioco     | Axioco     | Axioco     | Axioco     | Axioco     |  |  | Clínias    | Clínias    | Clínias    | Clínias    | Clínias                            | Clínias                            |                                    |                                    | Dinômaca                              | Dinômaca                           | Dinômaca | Dinômaca | Dinômaca   | Dinômaca   |            |            | Hipônico III                     | Hipônico III                     | Hipônico III                                   | Hipônico III                                   | Hipônico III                                   | Hipônico III                                   |                                                |                                                | Euriptolemo | Euriptolemo | Euriptolemo | Euriptolemo | Euriptolemo | Euriptolemo |          |          | Péricles | Péricles | Péricles | Péricles | Péricles | Péricles |         |         |  |  | Árifron | Árifron | Árifron | Árifron | Árifron | Árifron |  |  |  |  |  |  |  |  |  |  |  |  |  |  |  |  |
|            |            |            |            |            |            |  |  |            |            |            |            |                                    |                                    |                                    |                                    |                                       |                                    |          |          |            |            |            |            |                                  |                                  |                                                |                                                |                                                |                                                |                                                |                                                |             |             |             |             |             |             |          |          |          |          |          |          |          |          |         |         |  |  |         |         |         |         |         |         |  |  |  |  |  |  |  |  |  |  |  |  |  |  |  |  |
|            |            |            |            |            |            |  |  |            |            |            |            |                                    |                                    |                                    |                                    |                                       |                                    |          |          |            |            |            |            |                                  |                                  |                                                |                                                |                                                |                                                |                                                |                                                |             |             |             |             |             |             |          |          |          |          |          |          |          |          |         |         |  |  |         |         |         |         |         |         |  |  |  |  |  |  |  |  |  |  |  |  |  |  |  |  |
|            |            |            |            |            |            |  |  | Alcebíades | Alcebíades | Alcebíades | Alcebíades | Alcebíades                         | Alcebíades                         |                                    |                                    | Clínias                               | Clínias                            | Clínias  | Clínias  | Clínias    | Clínias    |            |            | Címon                            | Címon                            | Címon                                          | Címon                                          | Címon                                          | Címon                                          |                                                |                                                | Isódice     | Isódice     | Isódice     | Isódice     | Isódice     | Isódice     |          |          | Páralo   | Páralo   | Páralo   | Páralo   | Páralo   | Páralo   |         |         |  |  | Xantipo | Xantipo | Xantipo | Xantipo | Xantipo | Xantipo |  |  |  |  |  |  |  |  |  |  |  |  |  |  |  |  |
|            |            |            |            |            |            |  |  | Alcebíades | Alcebíades | Alcebíades | Alcebíades | Alcebíades                         | Alcebíades                         |                                    |                                    | Clínias                               | Clínias                            | Clínias  | Clínias  | Clínias    | Clínias    |            |            | Címon                            | Címon                            | Címon                                          | Címon                                          | Címon                                          | Címon                                          |                                                |                                                | Isódice     | Isódice     | Isódice     | Isódice     | Isódice     | Isódice     |          |          | Páralo   | Páralo   | Páralo   | Páralo   | Páralo   | Páralo   |         |         |  |  | Xantipo | Xantipo | Xantipo | Xantipo | Xantipo | Xantipo |  |  |  |  |  |  |  |  |  |  |  |  |  |  |  |  |
|            |            |            |            |            |            |  |  |            |            |            |            |                                    |                                    |                                    |                                    |                                       |                                    |          |          |            |            |            |            |                                  |                                  |                                                |                                                |                                                |                                                |                                                |                                                |             |             |             |             |             |             |          |          |          |          |          |          |          |          |         |         |  |  |         |         |         |         |         |         |  |  |  |  |  |  |  |  |  |  |  |  |  |  |  |  |
|            |            |            |            |            |            |  |  | Alcebíades | Alcebíades | Alcebíades | Alcebíades | Alcebíades                         | Alcebíades                         |                                    |                                    |                                       |                                    |          |          | Cálias III | Cálias III | Cálias III | Cálias III | Cálias III                       | Cálias III                       |                                                |                                                |                                                |                                                |                                                |                                                |             |             |             |             |             |             |          |          |          |          |          |          |          |          |         |         |  |  |         |         |         |         |         |         |  |  |  |  |  |  |  |  |  |  |  |  |  |  |  |  |
|            |            |            |            |            |            |  |  | Alcebíades | Alcebíades | Alcebíades | Alcebíades | Alcebíades                         | Alcebíades                         |                                    |                                    |                                       |                                    |          |          | Cálias III | Cálias III | Cálias III | Cálias III | Cálias III                       | Cálias III                       |                                                |                                                |                                                |                                                |                                                |                                                |             |             |             |             |             |             |          |          |          |          |          |          |          |          |         |         |  |  |         |         |         |         |         |         |  |  |  |  |  |  |  |  |  |  |  |  |  |  |  |  |
|            |            |            |            |            |            |  |  |            |            |            |            |                                    |                                    |                                    |                                    |                                       |                                    |          |          |            |            |            |            |                                  |                                  |                                                |                                                |                                                |                                                |                                                |                                                |             |             |             |             |             |             |          |          |          |          |          |          |          |          |         |         |  |  |         |         |         |         |         |         |  |  |  |  |  |  |  |  |  |  |  |  |  |  |  |  |
| Alcebíades | Alcebíades | Alcebíades | Alcebíades | Alcebíades | Alcebíades |  |  | Clínias    | Clínias    | Clínias    | Clínias    | Clínias                            | Clínias                            |                                    |                                    |                                       |                                    |          |          |            |            |            |            |                                  |                                  |                                                |                                                |                                                |                                                |                                                |                                                |             |             |             |             |             |             |          |          |          |          |          |          |          |          |         |         |  |  |         |         |         |         |         |         |  |  |  |  |  |  |  |  |  |  |  |  |  |  |  |  |